# Bühler (Adelsgeschlecht)

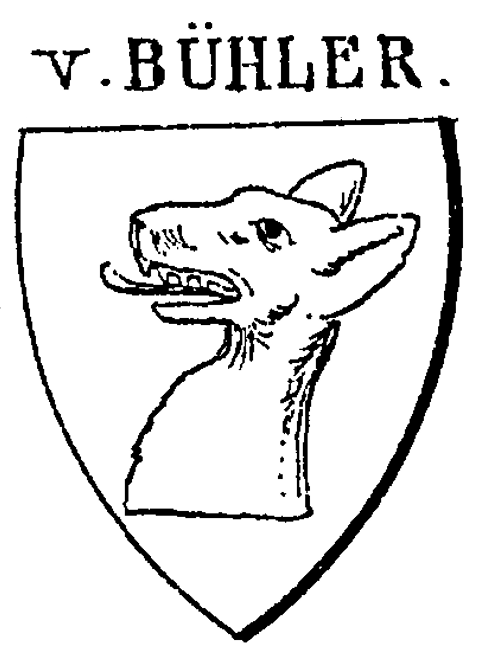
Wappen derer von Bühler in Siebmachers Wappenbuch

Bühler ist der Name eines schwäbischen Adelsgeschlechtes, das sich nach dem Ort Bühler in der Gemeinde Adelmannsfelden in Baden-Württemberg nannte. Die Familie trat um 1400 als Ortsadel in Erscheinung. 
Sie ist zu unterscheiden von einer gleichnamigen württembergischen Familie, die 1802 mit einem anderen Wappen in den erblichen Reichsadelsstand erhoben wurde.

## Geschichte
Das Adelsgeschlecht von Bühler war eine ritterliche Familie, die im 14. und 15. Jahrhundert mit Besitzungen im heutigen Weiler Bühler und der Umgebung in Erscheinung trat. Ihr Wappen zeigte einen Tierkopf, der in zeitgenössischen Quellen als Eberkopf oder Wolfskopf beschrieben wird.
Eberhard von Bühler und seine Ehefrau Katharina von der Hefte sind die frühesten bekannten Mitglieder der Familie. Sie verkauften 1382 und 1393 Güter in Abtsgmünd und Neubronn. Nach dem Tod von Eberhard trat Katharina 1404 als Witwe gemeinsam mit ihren Kindern Eckard, Eberhard und Ellen auf, um weitere Besitzungen, darunter Rechte an einem Wald („die Heftin“ genannt), zu verkaufen. Diese Verkäufe gingen teils an die Herrschaft Adelmannsfelden und teils an die Herren von Hürnheim.
Die Familie von Bühler scheint gegen Ende des 15. Jahrhunderts an Bedeutung verloren zu haben. Einige ihrer Güter fielen durch Heirat oder Verkauf an andere Adelsfamilien, darunter die „Guldinen“ und später die Familie Fickel. Die Güter, die einst im Besitz der Familie Fickel waren, wurden 1559 vollständig vom Kapitel Ellwangen übernommen.

## Wappen
Das Wappen der Familie von Bühler wird mit einem Tierkopf beschrieben, gemäß Seyler ein Eber- oder ein Wolfskopf.